# Аббатство Нойбург
Аббатство Нойбург (нем. Abtei Neuburg (Abtei vom heiligen Bartholomäus), также известное как Stift Neuburg) — бенедиктинское аббатство Бойронской конгрегации на реке Неккар в немецком городе Гейдельберге на севере федеральной земли Баден-Вюртемберг.

## История
По сообщению Лоршского кодекса, мужской бенедиктинский монастырь на горе между Нойенхаймом и Цигельхаузеном (сегодня — районы Гейдельберга) был основан (cellam Niwenburg iniciavit) около 1130 г. неким Ансельмом, монахом из аббатства Лорш, построившим здесь келью и церковь во имя св. Варфоломея. Поскольку есть сведения, что Ансельм передал новому монастырю и всё своё состояние, и учитывая географическое расположение, то можно предположить, что рыцарского происхождения Ансельм, приняв постриг, переоборудовал под монастырь своё поместье, либо замок над Неккаром; однако достоверных сведений, подтверждающих эту версию, нет.

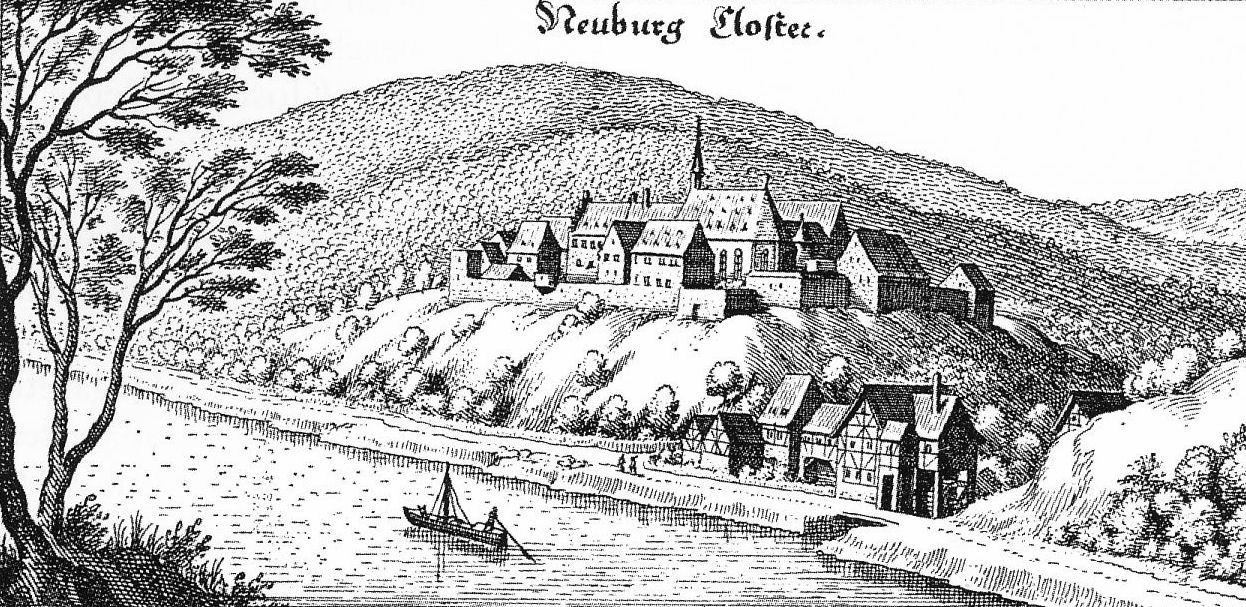
Изображение Нойбурга на гравюре М. Мериана. Ок. 1645 г.

В 1144 г. папа Луций II принял Нойбург под своё покровительство, что, однако, не уберегло его от постепенного угасания и финансовых проблем.
В 1195 г., по инициативе Конрада Штауфена, первого рейнского пфальцграфа, и его жены Ирмингард, монастырь из мужского стал женским.
С переходом Лоршского монастыря под юрисдикцию майнцских епископов, Нойбург был также подчинён епископству Майнц, на территории которого он находился, и позднее — епископству Вормс.
Под влиянием реформационного движения, исходившего из французского аббатства Сито, Нойбург вместе с аббатством Шёнау в Оденвальде в 1 трети XIV в. примкнул к цистерцианцам.
Между тем, несмотря на регулярную поддержку пфальцграфов, финансовое положение обители оставалось сложным, и в середине XIV в. количество монахинь было ограничено двадцатью.
Около 1460 г. под влиянием Фридриха I Нойбург вновь стал бенедиктинским монастырём; при этом монахини были освобождены от обязанностей крестьянского труда, была также укреплена дисциплина. Близостью ко двору можно объяснить и тот факт, что в 1515 г. в монастырь вступила младшая дочь пфальцграфа Филиппа, Катарина, вскорости ставшая аббатисой.
В XVI в. при аббатисе Бригитте фон Пфальц-Зиммернской (1516—1562), сестре Фридриха III, примкнувшей к Реформации, монахини стали покидать монастырь, либо вести светский образ жизни. Считается, что после её смерти монастырь был официально упразднён; с другой стороны, есть сведения, что конвент просуществовал вплоть до 1568 г., а последняя монахиня покинула стены Нойбурга в 1572 г., выйдя замуж. Монастырские владения отошли Курпфальцу, и в 1598 г. новый курфюрст Фридрих IV передал бывшие здания монастыря своей жене Луизе Юлиане для обустройства загородной резиденции.
Около 1700 г. в Нойбурге был обустроен приют для бедных, и в 1706 г. курфюрст Иоганн Вильгельм передал бывший монастырь Ордену иезуитов, приглашённому в Гейдельберг уже в 1680-е гг. Именно в этот период, вплоть до 1773 г., когда орден был запрещён, Нойбург, в целом, обрёл свой современный облик.
После изгнания иезуитов монастырь был повторно секуляризован, и в 1804 г. перешёл в частную собственность. В 1825 г. для обустройства летней резиденции его приобрёл имперский советник Иоганн Фридрих Генрих Шлоссер, дядя которого Иоганн Георг Шлоссер был женат на сестре Гёте Корнелии. Благодаря родственным связям, в Нойбурге возник своего рода художественный салон почитателей и друзей Гёте и один из центров гейдельбергского романтизма; так, здесь подолгу останавливалась Марианна фон Виллемер.
В 1851 г. Нойбург унаследовала связанная со Шлоссерами семья Бернус: Фридрих Александр фон Бернус (1838—1908), а затем и его приёмный сын Александр фон Бернус (1880—1965), вплоть до 1926 г. продолжавшие традиции салона, посетителями которого в разное время были Карл Мария фон Вебер, Йозеф Гёррес, барон фом Штайн, Иоганн Брамс, Йозеф фон Эйхендорф, Клеменс Брентано, Рудольф Штайнер, Герман Гессе, Штефан Георге, Райнер Мария Рильке и Клаус Манн.
В 1926 г. Нойбург был продан аббатству Бойрон, и после незначительных строительных работ бенедиктинцы вскоре снова открыли здесь свой (мужской) монастырь. Первым аббатом новооснованной обители стал Адальберт фон Найперг (Adalbert von Neipperg), погибший в 1948 г. в Вршаце в лагере для военнопленных.

## Современное использование
Нойбург — действующий монастырь, в котором на 2013 г. проживало 14 монахов под начальством аббата Франциска Хеереманна (Franziskus Freiherr Heereman von Zuydtwyck).
Наряду с литургическими задачами монастырской жизни, монахи содержат гостевой дом, который до 2011 г. был открыт только для мужчин, и проводят различного рода чтения и лекции на религиозные темы.
Пивоварня, животноводческое и рыболовное хозяйства сданы в долгосрочную аренду. Несколько лет назад был открыт ресторан, предлагающий блюда местной кухни.
В последние выходные июня проводится «монастырский праздник», когда двери монастыря открыты для свободного посещения.
В декабре на бывшем монастырском подворье организуется рождественский рынок.